# Pedro Leopoldo Carrera

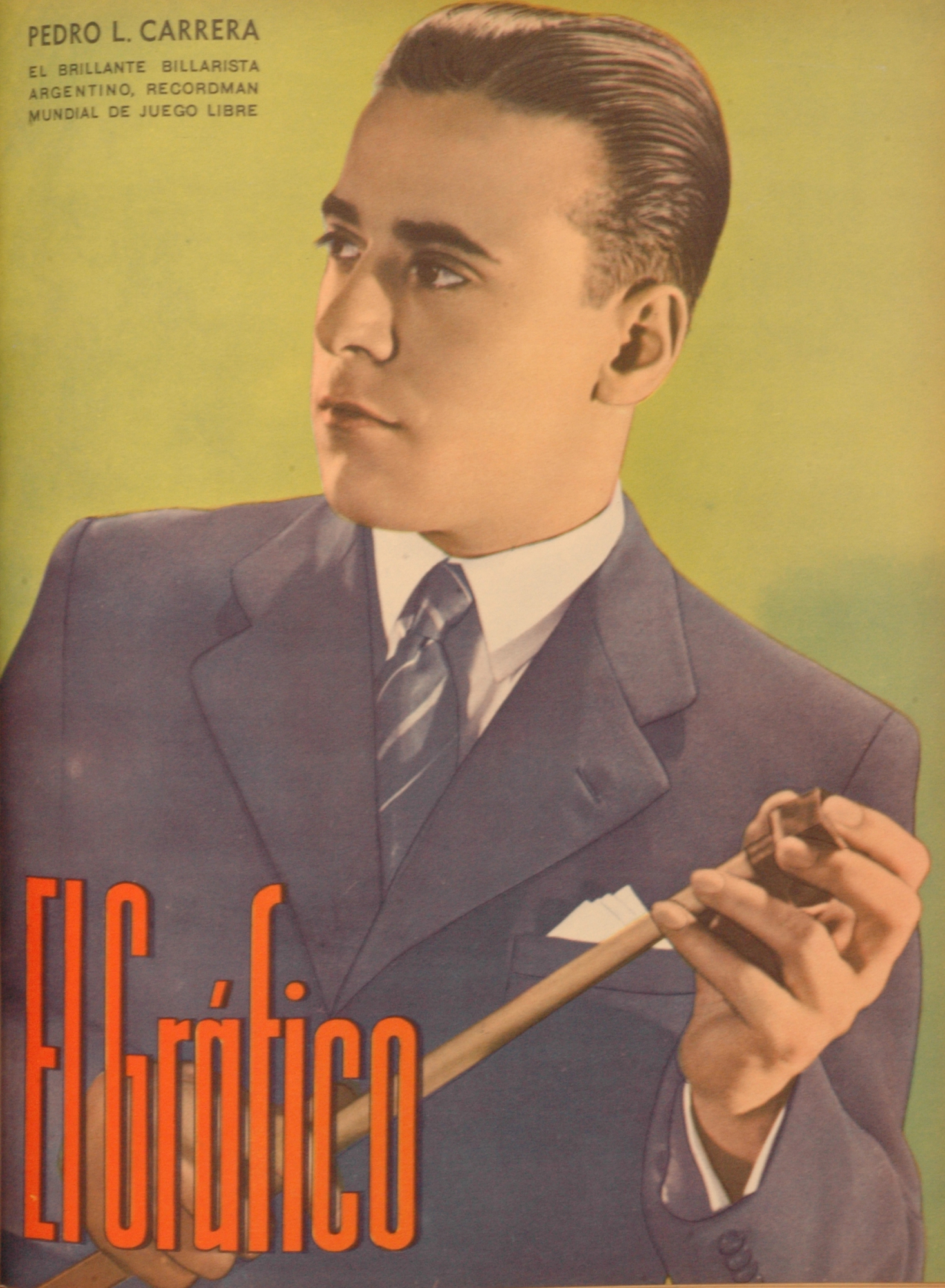
Pedro L. Carrera en 1939.

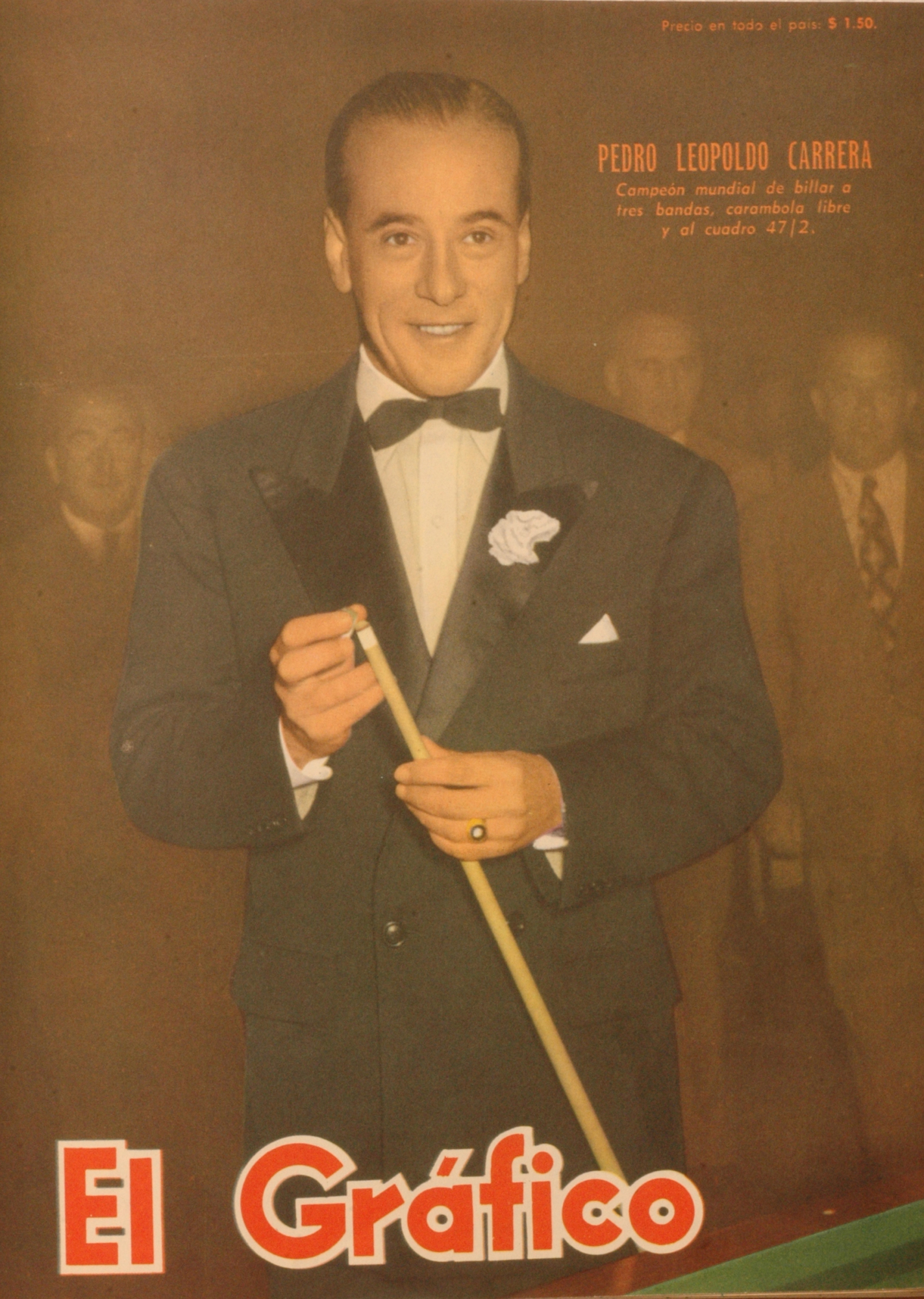
Pedro Leopoldo Carrera (Campeón mundial) en 1952.

Pedro Leopoldo Carrera nació en Tres Arroyos, ciudad bonaerense de Argentina, el 19 de junio de 1914. Fue billarista, y el primer Campeón Mundial de 3 bandas en implantar un promedio general mayor de uno. 
Se inició en el deporte del billar desde muy temprana edad en el Café La Angelita, que estaba ubicado en Suipacha y Sarmiento, en su ciudad natal. El propietario del lugar, Juan Fernández, era un buen hombre que permitía que los jóvenes jugaran a las carambolas cuando salían del colegio. A los 13 años -ya fallecido su padre- se trasladó a Buenos Aires con su tío para estudiar en el Nacional Buenos Aires.
Sin embargo, su pasión por el "paño verde y las bolas de marfil" lo llevaría una tarde, con tan solo 15 años, a ingresar a un viejo café que oficiaba como sala de billar, como tantos en aquella época. Allí conoció a Roberto Frai, un muchacho con "cara de bueno", como relataría al Diario El laborista en una serie de notas autobiográficas-, con el que disputó su "primera partida". Perdió 20 a 6, cuando el reloj los dejó sin créditos para seguir jugando. Jamás olvidaría ese encuentro, ni tampoco a aquel casual adversario que se convirtió en su amigo de toda la vida.
Y tal como sucediera en su ciudad natal, en la capital de Buenos Aires tampoco tuvo rivales. Cada juego contra Carrera, era una partida perdida. Con su impecable juego, logró una fervorosa lista de seguidores y fanáticos entre los que se encontraba Juan Duarte, hermano de Eva Perón -esposa del Presidente argentino Juan Domingo Perón-, quién lo apoyó para conseguirle los auspicios para casi todas sus giras por Europa. 
En el año 1939, a los 24 años, se presentó por vez primera en el Campeonato Argentino de Billar, en el cual obtuvo un espectacular triunfo en las especialidades libre y a 3 bandas.
En el año 1950 se coronó por primera vez Campeón Mundial, en Madrid (España). En 1951 se consagró Campeón Mundial de cuadro. Sumó en su carrera:
- 22 campeonatos argentinos (5 a 3 Bandas; 7 al Cuadro 47/2; 7 Libre y 1 al Cuadro 71/2)
- 4 Panamericanos (1 a 3 Bandas, 1 al Cuadro 47/2, 1 Libre y 1 al Cuadro 71/2)
- 5 mundiales (1 a 3 Bandas; 1 al Cuadro 47/2, 2 Libre y 1 Pentatlón)

Sin lugar a dudas, fue el más grande y completo jugador de billar del mundo de su época; aún hoy, su nombre resuena tanto en Argentina como en toda Europa. 
A lo largo de su trayectoria deportiva, Carrera logró numerosos récords absolutos; por ejemplo, el que en 1942 logró en la sede de Racing Club de Avellaneda, institución a la que representó por muchos años, donde consiguió una serie de 1000 carambolas en cincuenta minutos. También supo adaptarse a los tiempos y las innovaciones; como en el año 1952, durante el Campeonato Argentino de Tres Bandas. En dicho torneo se implementó como novedad técnica que las mesas tuvieran calefacción mediante rayos ultravioleta, lo que mantenía la pizarra y las bandas a una temperatura uniforme. Más allá de los cambios introducidos en el juego, en un Luna Park colmado por más de 12000 aficionados, récord para ese deporte, Carrera se coronó igualmente Campeón Mundial de Tres Bandas. 
En el libro El hombre del clavel blanco, biografía del cinco veces campeón mundial de billar Pedro L. Carrera, su autor, Luis Alberto Venosa afirma que luego de la caída del gobierno del Gral. Juan Domingo Perón en septiembre de 1955, la Revolución Libertadora comenzó una verdadera "Caza de brujas" que afectó a miles de artistas, escritores, periodistas y deportistas. Se prohibieron las imágenes de Perón y Eva Perón (Evita), sus canciones, emblemas, así como todo elemento simbólico que remitiera a su recuerdo o reivindicación. Esta persecución que en palabras del historiador argentino Víctor Lupo fue lisa y llanamente un "genocidio deportivo", afectó la trayectoria de Carrera, quien debió migrar al Brasil para allí desempeñarse como instructor de billar en el Jockey Club de San Pablo. El nuevo gobierno de facto instalado en Argentina, condenó al ostracismo a más de 120 deportistas amateurs, quienes fueron declarados "profesionales" por haber recibido supuestas prebendas del gobierno peronista, cuando en realidad se trató de simples ayudas económicas y/o premios para el desarrollo de la actividad, en el marco de una política de Estado.
Pedro Leopoldo Carrera fue un hombre bondadoso y generoso, de bajo perfil, que ganó mucho dinero. Lo hizo con tanta rapidez como lo gastó, sin hacer reservas para cuando empezó a padecer los efectos de una vida disipada. En él habían comenzado a surtir efecto las noches interminables de juego, los 40 cigarrillos diarios que fumaba y el alcohol. Así se inició el declive de aquel campeón que, en sus años de gloria y juventud, era imposible imaginarlo de otra manera que ganador, de impecable esmoquin, y con un infaltable clavel blanco en la solapa.
Regresó al país en 1961, y se radicó en Mendoza. Llegó a jugar algunos torneos argentinos durante 1961 y 1962, pero ya no sería el Carrera de antaño. Falleció a los 49 años, el 2 de septiembre de 1963. y sus restos descansan en el cementerio de Azul. Tan grande fue su figura que, en 1980, a más de 17 años de su muerte, obtuvo un Premio Konex de Platino como el mejor billarista de la historia Argentina.

## Campeonatos Mundiales
Estos son los cinco Campeonatos Mundiales que ganó Pedro Leopoldo Carrera:
- 1950 Libre (a partir de 1948 la restricción aumentó a 14"x28" en la mesa 5'x10').
- 1951 Cuadro (47-2).
- 1952 Tres Bandas (PG 1.070).
- 1953 Libre.
- 1954 Pentatlón (cinco modalidades: libre, cuadro 47-2, cuadro 71-2, una banda y tres bandas).